# ジャン＝リュック・ゴダール監督作品一覧
ジャン＝リュック・ゴダール監督作品一覧（Jean-Luc Godard filmography）は、フランス・スイスの映画監督ジャン＝リュック・ゴダールが監督した作品の一覧である。

## フィルモグラフィー

### 1950年代
- 『コンクリート作業』Opération 'Béton' 　短篇　1954年
- 『コケティッシュな女』Une femme coquette　短篇　1955年　※「ハンス・リュカス」名義
- 『男の子の名前はみんなパトリックっていうの』Charlotte et Véronique, ou Tous les garçons s'appellent Patrick　短篇　1957年
- 『シャルロットとジュール』Charlotte et son Jules　短篇　1958年
- 『水の話』Une histoire d'eau　短篇　1958年 - 共同監督フランソワ・トリュフォー

### 1960年代
- 『勝手にしやがれ』 À bout de souffle 1960年
- 『女は女である』Une femme est une femme 1961年
- 『怠惰の罪』La Paresse 1961年

オムニバス『新七つの大罪』Les Sept péchés capitauxの一篇
- 『女と男のいる舗道』Vivre sa vie: Film en douze tableaux 1962年
- 『小さな兵隊』Le Petit soldat 1963年 ※完成は1960年
- 『新世界』Il Nuovo mondo 1963年

オムニバス『ロゴパグ』Ro.Go.Pa.G.の一篇
- 『カラビニエ』Les Carabiniers 1963年
- 『軽蔑』Le Mépris 1963年
- 『オルリーについてのルポルタージュ』Reportage sur Orly　短篇　1964年
- 『はなればなれに』Bande à part 1964年
- 『立派な詐欺師』Le Grand escroc　1964年

オムニバス『世界詐欺物語』Plus belles escroqueries du mondeの一篇
- 『恋人のいる時間』Une femme mariée: Suite de fragments d'un film tourné en 1964 1964年
- 『アルファヴィル』Alphaville, une étrange aventure de Lemmy Caution 1965年
- 『モンパルナスとルヴァロア』Montparnasse-Levallois 1965年

オムニバス『パリところどころ』Paris vu par...の一篇
- 『気狂いピエロ』Pierrot le fou 1965年
- 『男性・女性』Masculin féminin: 15 faits précis 1966年
- 『メイド・イン・USA』Made in U.S.A. 1966年
- 『彼女について私が知っている二、三の事柄』2 ou 3 choses que je sais d'elle 1966年
- 『未来展望』Anticipation, ou l'amour en l'an 2000 1967年

オムニバス『愛すべき女・女たち』Le Plus vieux métier du mondeの一篇
- 『カメラ・アイ』Camera eye 1967年

オムニバス『ベトナムから遠く離れて』Loin du Vietnamの一篇
- 『中国女』La Chinoise 1967年
- 『ウイークエンド』Week-end 1967年
- 『たのしい知識』 Le Gai savoir 1968年 - 1969年
- 『ワン・アメリカン・ムービー』One A.M. 1968年 - 1972年 - 共同監督D・A・ペネベイカー
- 『ワン・プラス・ワン』Sympathy for the Devil 1968年
- 『放蕩息子たちの出発と帰還』 L'Amore 1968年

オムニバス『愛と怒り』Amore e rabbiaの一篇
- 『シネトラクト』 Cinétracts 1968年　※劇場公開されない5分程度の超短篇集
- 『あたりまえの映画』 Un film comme les autres 1968年　※「ジガ・ヴェルトフ集団」名義
- 『ブリティッシュ・サウンズ』British Sounds 1969年　※「ジガ・ヴェルトフ集団」名義
- 『プラウダ (真実)』Pravda 1969年　※「ジガ・ヴェルトフ集団」名義
- 『東風』Le Vent d'est 1969年　※「ジガ・ヴェルトフ集団」名義

### 1970年代
- 『イタリアにおける闘争』Lotte in Italia 1970年　※「ジガ・ヴェルトフ集団」名義
- 『勝利まで』 Jusqu'à la victoire 1970年　※「ジガ・ヴェルトフ集団」名義
- 『ウラジミールとローザ』 Vladimir et Rosa 1971年　※「ジガ・ヴェルトフ集団」名義
- 『万事快調』Tout va bien 1972年　※「ジガ・ヴェルトフ集団」名義
- 『ジェーンへの手紙』 Letter to Jane 1972年　※「ジガ・ヴェルトフ集団」名義
- 『パート2』Numéro deux 1975年
- 『うまくいってる?』Comment ça va? 1975年 - 1978年 - 共同監督アンヌ＝マリー・ミエヴィル
- 『6x2』Six fois deux / Sur et sous la communication　テレビシリーズ　1976年 - 共同監督アンヌ＝マリー・ミエヴィル
- 『ヒア & ゼア こことよそ』Ici et ailleurs 1976年 - 共同監督アンヌ＝マリー・ミエヴィル
- 『二人の子どもフランス漫遊記』 France/tour/detour/deux/enfants　テレビシリーズ　1977年 - 1978年　共同監督アンヌ＝マリー・ミエヴィル
- 『「勝手に逃げろ/人生」のシナリオ』 Scénario de 'Sauve qui peut la vie' 　ビデオ映画　1979年
- 『勝手に逃げろ/人生』Sauve qui peut (la vie) 1979年

### 1980年代
- 『フレディ・ビュアシュへの手紙』Lettre à Freddy Buache 短編　1981年
- 『パッション』Passion 1982年
- 『「パッション」のためのシナリオ』Scénario du film 'Passion' 　ビデオ映画　1982年
- 『映像を変えること』Changer d'image　1982年

オムニバス『様々な理由による変化』Changement à plus d'un titreの一篇
- 『カルメンという名の女』Prénom Carmen 1983年
- 『映画「こんにちは、マリア」のためのささやかな覚書』 Petites notes à propos du film 'Je vous salue, Marie'  1983年
- 『こんにちは、マリア』Je vous salue, Marie 1984年

『ゴダールのマリア』Je vous salue, Marieの本篇
- 『ゴダールの探偵』Détective 1985年
- 『ソフト&ハード』 Soft and Hard　1986年 - 共同監督アンヌ＝マリー・ミエヴィル
- 『ウディ・アレン会見』 Meetin' WA　1986年
- 『映画というささやかな商売の栄華と衰退』 Série noire: Grandeur et décadence d'un petit commerce de cinéma (#1.21)　テレビ映画　1986年
- 『アルミード』 Armide　1987年

オムニバス『アリア』Ariaの一篇
- 『右側に気をつけろ』Soigne ta droite 1987年
- 『ゴダールのリア王』King Lear 1987年
- 『言葉の力』 Puissance de la parole　1988年
- 『最後の言葉』Le dernier mot　1988年

テレビ映画『パリ・ストーリー』Les Français vus par...の一篇
- 『全員が練り歩いた』On s'est tous défilé　1988年
- 『ダルティ報告』Le Rapport Darty　1988年 - 1989年
- 『ゴダールの映画史』 Histoire(s) du cinéma
  - 『ゴダールの映画史 すべての歴史』 Histoire(s) du cinéma: Toutes les histoires　ビデオ映画　1988年 - 1998年
  - 『ゴダールの映画史 ただ一つの歴史』 Histoire(s) du cinéma: Une histoire seule　ビデオ映画　1989年 - 1998年

### 1990年代
- 『ヌーヴェルヴァーグ』Nouvelle vague 1990年
- 『芸術の幼年期』L'enfance de l'art　1990年 - 1991年

オムニバス『子どもたちはどうしてゆくか』Comment vont les enfantsの一篇
- 『インドネシア、トーマス・ワインガイのために』Pour Thomas Wainggai, Indonésie　1991年 - 共同監督アンヌ＝マリー・ミエヴィル

オムニバス『忘却に抗って』Contre l'oubli の一篇
- 『新ドイツ零年』Allemagne 90 neuf zéro 1991年
- 『パリジェンヌ・ピープル』 Parisienne People 1992年 - 共同監督アンヌ＝マリー・ミエヴィル
- 『ゴダールの決別』Hélas pour moi 1992年 - 1993年
- 『子どもたちはロシア風に遊ぶ』 Les Enfants jouent à la Russie　1993年
- 『たたえられよ、サラエヴォ』 Je vous salue, Sarajevo 短篇ビデオ映画　1993年
- 『JLG/自画像』JLG/JLG - autoportrait de décembre 1995年
- 『フランス映画の2×50年』 Deux fois cinquante ans de cinéma français　1995年
- 『フォーエヴァー・モーツァルト』For Ever Mozart 1996年
- 『TNSへのお別れ』Adieu au TNS 1996年
- 『プリュ・オー!』Plus oh! 1996年　※フランス・ギャルのミュージック・ビデオ
- 『ゴダールの映画史』 Histoire(s) du cinéma
  - 『映画史 映画だけが』 Histoire(s) du cinéma: Seul le cinéma　ビデオ映画　1994年 - 1998年
  - 『映画史 命がけの美』 Histoire(s) du cinéma: Fatale beauté　ビデオ映画　1994年 - 1998年
  - 『映画史 絶対の貨幣』 Histoire(s) du cinéma: La monnaie de l'absolu　ビデオ映画　1995年 - 1998年
  - 『映画史 新たな波』 Histoire(s) du cinéma: Une vague nouvelle　ビデオ映画　1995年 - 1998年
  - 『映画史 宇宙のコントロール』 Histoire(s) du cinéma: Le contrôle de l'univers　ビデオ映画　1997年 - 1998年
  - 『映画史 徴(しるし)は至る所に』 Histoire(s) du cinéma: Les signes parmi nous　ビデオ映画　1988年 - 1998年
- 『オールド・プレイス』The Old Place　1998年

### 2000年代
- 『二十一世紀の起源』L'Origine du XXIème siècle　2000年
- 『愛の世紀』Éloge de l'amour 2001年
- 『時間の闇の中で』Dans le noir du temps 2002年

オムニバス『10ミニッツ・オールダー』の一篇
- 『自由と祖国』 Liberté et patrie ビデオ映画　2002年 - 共同監督アンヌ＝マリー・ミエヴィル
- 『映画史特別編 選ばれた瞬間』 Moments choisis des histoire(s) du cinéma　2002年
- 『シャン・コントル・シャン』 Champ contre Champ 2002年 - 2003年

オムニバス『パリ、ジュテーム』の一篇として製作
- 『アワーミュージック』Notre musique 2004年
- 『レフューズニクたちへの祈り』 Prières pour refuzniks 2004年 - 2006年
  - 『レフューズニクたちへの祈り (1)』 Prière pour refuzniks (1)
  - 『レフューズニクたちへの祈り (2)』 Prière pour refuzniks (2)
- Reportage amateur (maquette expo) 2006年
- 『偽造旅券』Vrai-faux passeport 2006年　※ポンピドゥー・センターでのゴダール展のための作品
- 『この人を見よ』 Ecce homo 2006年
- Une bonne à tout faire (nouvelle version) 2006年
- 『演出家たちの日記 - ゴダール篇』TSR - Journal des réalisateurs : Jean-Luc Godard 2008年
- 『あるカタストロフ』 Une catastrophe 2008年 ※ウィーン国際映画祭のためのトレーラー

### 2010年代
- 『ゴダール・ソシアリスム』 Socialisme 2010年
- The Lost: A Search for Six of Six Million 2010年 - 小説The Lost: A Search for Six of Six Millionの映画化
- 『さらば、愛の言葉よ』Adieu au Langage（2014年）
- 『イメージの本』Le livre d'image, 2018.